# گبگودا
گبگودا (به لاتین: Gebguda) یک منطقهٔ مسکونی در روسیه است که در داغستان واقع شده‌است.